# Borneoelefant
Borneoelefant (Elephas maximus borneensis; ibland pygméelefant) är en underart till asiatisk elefant. Den upptäcktes på Borneo år 2003. Världsnaturfonden klassar arten som utrotningshotad och räknar med att det finns cirka 1 500 exemplar kvar i vilt tillstånd.
En nära släkting (ibland betraktad som samma underart) finns på Sumatra. Borneoelefanten, som trots sitt alternativnamn pygméelefant inte är märkbart mindre än andra sydostasiatiska varianter av asiatisk elefant, lever på norra och nordöstra delen av Borneo. Den har tidigare ansetts vara en förvildad population från en grupp elefanter som importerats från Indien. Efter molekylära studier anses den dock numera som ursprunglig på ön. Sumatraelefantens ursprung är fortfarande föremål för debatt. En definitiv subspecifik klassificering som Elephas maximus borneensis väntar på en detaljerad morfometrisk och genetisk studie. År 2024 listades Borneoelefanten  som hotad på IUCN:s röda lista, eftersom populationen har minskat med minst 50 % under de senaste tre generationerna, beräknad till 60–75 år. Den är i första hand hotad av förlust, försämring och fragmentering av livsmiljöer.
Sultanen av Sulu troddes ha introducerat fångna elefanter till Borneo på 1700-talet, som släpptes ut i djungeln. Jämförelse av borneoelefantpopulationen med förmodade källpopulationer med hjälp av DNA-analys indikerar att Borneoelefanterna sannolikt kommer från Sundastammen och är inhemska i Borneo, snarare än att de har introducerats av människor. Den genetiska divergensen hos borneoelefanter motiverar deras erkännande som en separat evolutionärt signifikant enhet.

## Karakteristik

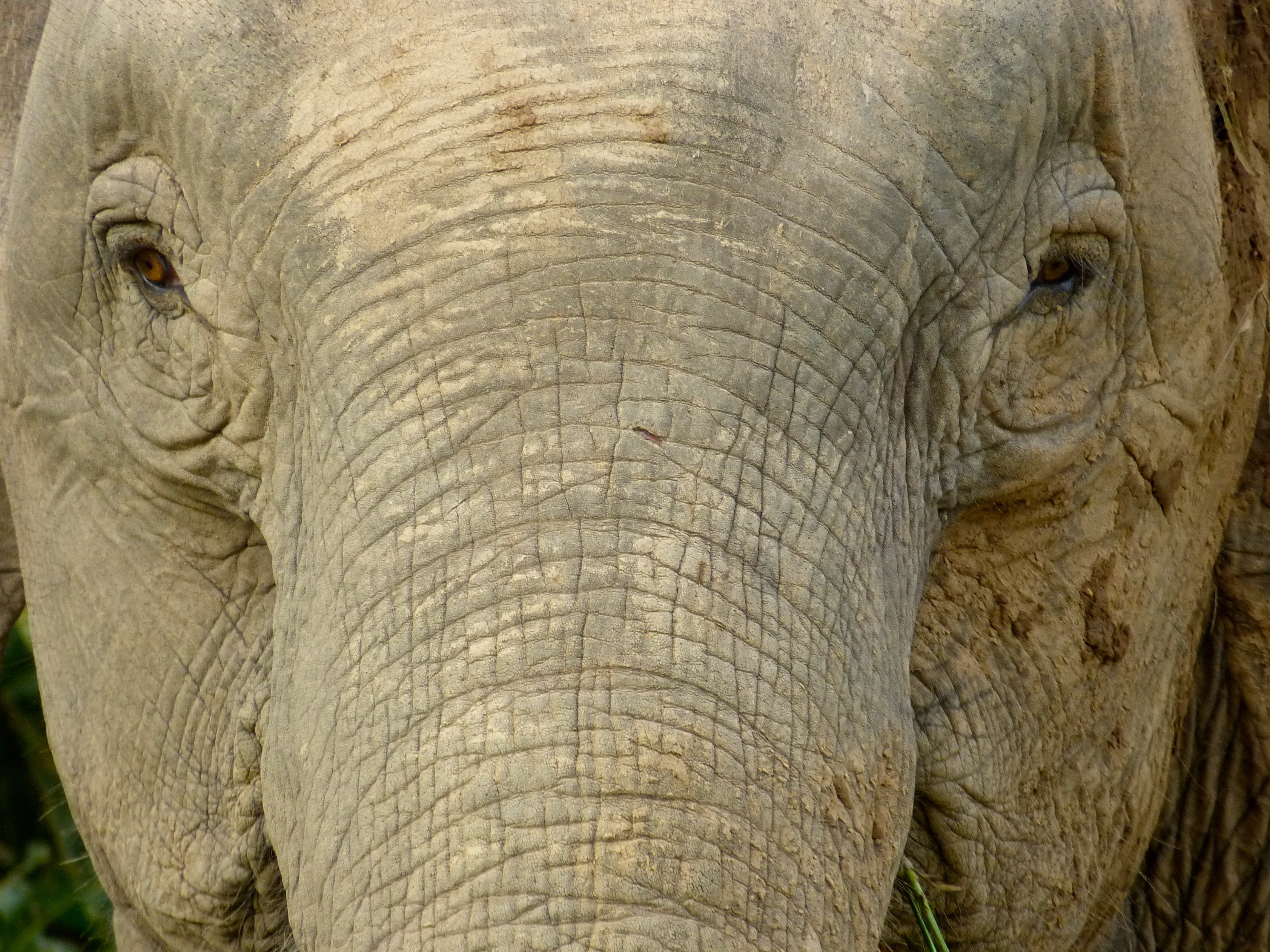
En närbild på ansiktet av en elefant nära floden Kinabatangan, Sukau, Sabah, Malaysia

I allmänhet är asiatiska elefanter mindre än afrikanska elefanter och dess högsta kroppsdel är huvudet. Deras rygg är konvex eller jämn.
Det har blivit vanligt att hänvisa till borneoelefanten som en "pygmé"-underart, även om vuxna elefanter från Sabah av båda könen är lika höga som sina motsvarigheter i Västmalaysia. Fem mätningar av skallen på en fullvuxen elefanthona från Gomantong Forest Reserve var något mindre (72–90 %) än jämförbara dimensioner i genomsnitt för två skallar från Sumatra. Få tillgängliga mätningar visar att de är av liknande storlek som andra populationer i underregionen Sundaland.
Morfologiska mätningar av femton fångna elefanter från halvön Malaysia och sex elefanter från Sabah gjordes mellan april 2005 och januari 2006. Mätningarna upprepades tre gånger för varje elefant och genomsnittet beräknades. Det fanns ingen signifikant skillnad i någon av karaktärerna mellan de två populationerna i fångenskap.
Individerna är anmärkningsvärt tama och passiva, varför vissa forskare anser att de härstammar från en inhemsk population.
Antalet vilda elefanter i Sabah och Kalimantan verkar ha stagnerat  under de senaste hundra åren trots tillgång till lämpliga livsmiljöer på andra håll på Borneo. Borneos jord tenderar att vara ung, urlakad och infertil, och det finns spekulationer om att spridningen av vilda elefanter på ön  begränsas av förekomsten av naturliga mineralkällor.
År 1992 varierade den uppskattade elefantpopulationen i Sabah från 500 till 2 000 individer, baserat på undersökningsarbete utfört i Tabin Wildlife Reserve, i Lower Kinabatangan District och i Deramakot Forest Reserve. En elefanträkning genomfördes i Sabah mellan juli 2007 och december 2008, och man räknade dynghögar längs 216 stigar i fem huvudsakliga elefantområden, som täckte ett totalt avstånd på 186,12 km. Resultaten av denna undersökning tyder på en elefantpopulation på 1 184–3 652 individer i områdena Tabin, Lower Kinabatangan, North Kinabatangan, Ulu Kalumpang Forest Reserve och den centrala skogen i Sabah. Elefanttätheten och populationsstorleken varierade inom de fem nyckelområdena som påverkades av (i) omvandling av låglandsskogar, (ii) fragmentering av livsmiljöer och (iii) befintlig markanvändningsverksamhet såsom avverkning. Den övre avrinningen av Ulu Segama Forest Reserve hade den högsta tätheten av elefanter med 3,69 elefanter per 1 km². Endast i det oskyddade centrala skogsområdet fanns en elefantpopulation på mer än 1 000 individer.
År 2005 försågs fem elefanthonor med spårningsanordningar för att studera deras hemområde och rörelsemönster i Sabah. Resultaten tyder på att elefanthjordar där hade ett minsta revir på 250 till 400 km² i icke-fragmenterad skog, medan det  i fragmenterad skogsmiljö uppskattades till cirka 600 km².

## Hot
De främsta hoten mot den asiatiska elefanten idag är förlust av livsmiljöer, försämring och fragmentering, som drivs av en växande mänsklig befolkning, och leder i sin tur till ökande konflikter mellan människor och elefanter när elefanter äter eller trampar ner grödor. Hundratals människor och elefanter dödas årligen som ett resultat av sådana konflikter.
Den växande mänskliga utvecklingen stör deras migrationsvägar, utarmar deras matkällor och förstör deras livsmiljö.
Ett annat hot är otillräcklig skogsplantering eller brist på träd på grund av avverkning. Borneo-elefanter behöver 100–225 liter vatten om dagen och om det är svårare att hitta på grund av klimatförhållanden eller minskar deras vattenresurser, är deras enda alternativ att migrera dit de kan hitta den resursen för att överleva.

## Utbredning och livsmiljö

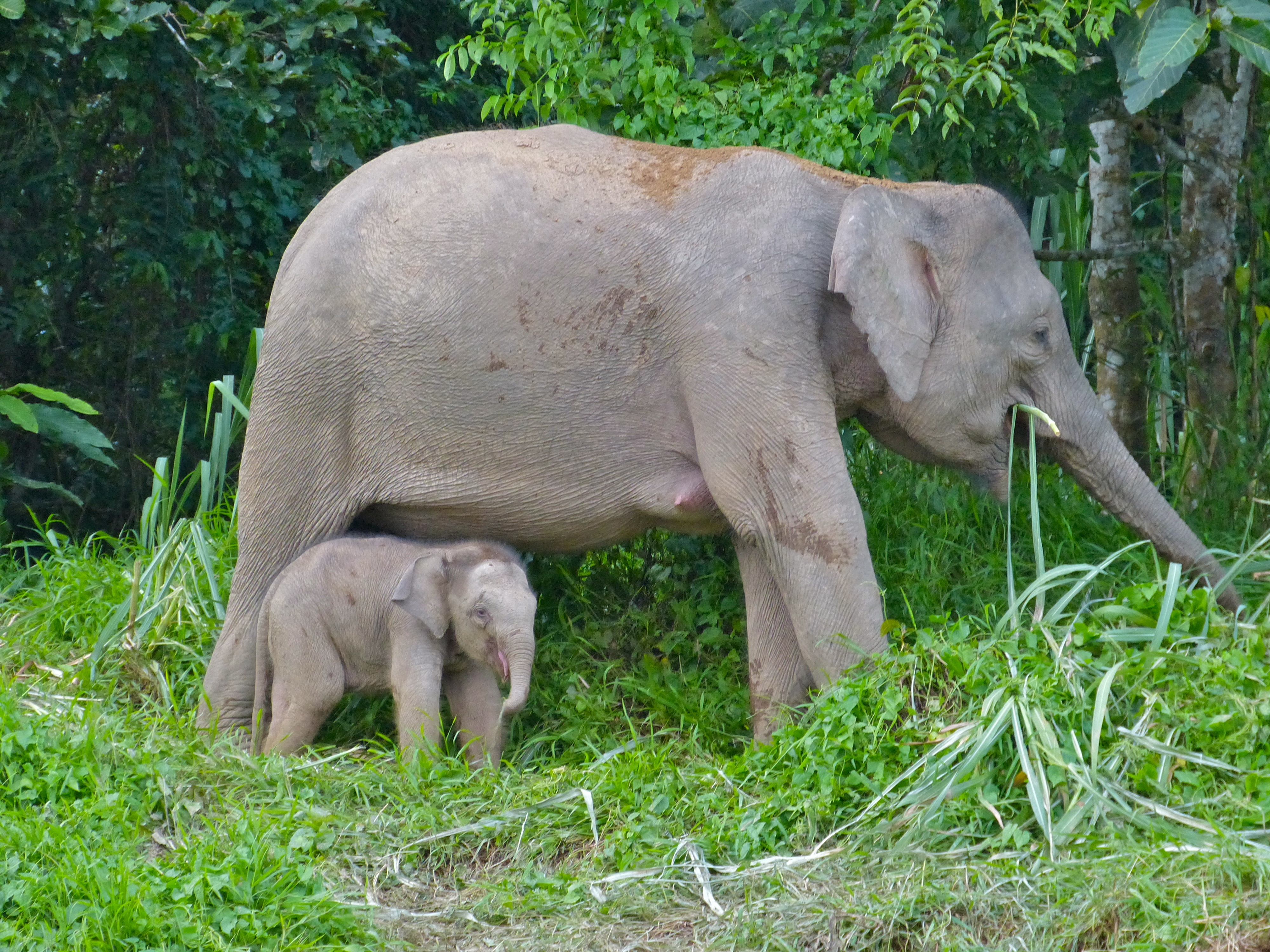
En elefanthona med sin kalv nära Kinabatanganfloden

Elefanterna är begränsade till de norra och nordöstra delarna av Borneo. På 1980-talet fanns det två distinkta populationer: En levde i Sabah, som sträckte sig över Tabin Wildlife Reserve och angränsande mestadels avverkad dipterokarpskog i brant terräng; den andra bebodde det kuperade inlandet på cirka 300 till 1 500 meters höjd i dipterokarpskogen, som var i stort sett orörd vid den tiden och endast avverkad i sin periferi. I Kalimantan är elefanternas utbredningsområde begränsad till ett litet sammanhängande område vid den övre delen av floden Sungai Sembakung i öster.
I april 2012 fanns uppskattningsvis 20–80 elefanter nära 22 byar i Sebuku-distriktet Kabupaten Nunukan, norra Kalimantan.

## Bevarande

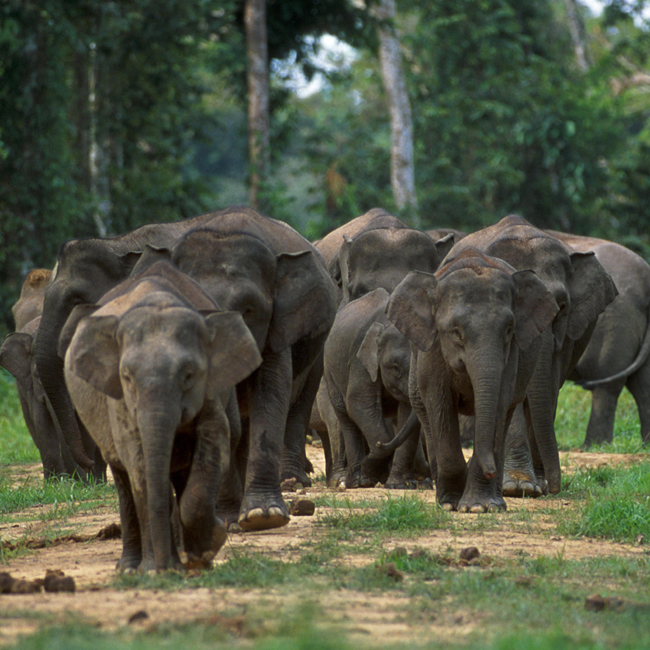
Elefanthjord

Elephas maximus är listad i CITES Appendix I. Borneoelefanternas genetiska särart gör dem till en av de högst prioriterade populationerna för bevarande av asiatiska elefanter.
I Malaysia är Borneo-elefanterna skyddade enligt schema II i Wildlife Conservation Enactment. Personer som befinns skyldiga till jakt på elefanter döms vid fällande dom till böter på 50 000 dollar eller fem års fängelse eller båda.
Oregon Zoo i Portland i USA har landets enda borneoelefant, en räddad hona vid namn Chendra. Hon hittades vandrande ensam nära en palmoljeplantage och hade sår på frambenen och vänster öga från skott. Hon blev slutligen blind i det ögat. Malaysiska tjänstemän arbetade för att hitta ett hem för henne, och hon fördes till Oregon Zoo den 20 november 1999.
År 2016 fick en räddad borneoelefant i ett japanskt zoo tuberkulos. Elefanten återhämtade sig senare återhämtade men naturvårdarna vet fortfarande inte hur den smittades.

## Taxonomisk historia
Det är inte utrett om borneoelefanterna är inhemska eller om de härstammar från elefanter i fångenskap som skänktes till sultanen av Sulu 1750 av Brittiska ostindiska kompaniet och senare frigivits i norra Borneo.
På 1800-talet fastställde en zoologisk undersökning att vilda elefanter förekom naturligt i en begränsad region i nordöstra Borneo. Borneoelefanternas status och taxonomiska särart har varit kontroversiell sedan dess. År 1940 betraktade Frederick Nutter Chasen Borneoelefanter som ättlingar till ett introducerat bestånd och placerade dem i underarten Elephas maximus indicus. Reginald Innes Pocock, som hade studerat exemplar i British Museum of Natural History, höll inte med 1943 och placerade alla sundaiska elefanter i underarten Elephas maximus sumatrensis. År 1950 beskrev Paules Edward Pieris Deraniyagala som en underart av Elephas maximus borneensis och tog som sin typ en illustration i National Geographical Magazine.
2003 återupptogs debatten med ett förslag om att de introducerade Suluelefanterna och populationen på nordöstra Borneo kan ha härstammat från den nu utdöda javaelefanten, som fick namnet Elephas maximus sondaicus av Deraniyagala. Hypotesen baseras på bristen av  arkeologiska bevis på långvarig närvaro av elefanter på Borneo, en bekräftelse i folklore och att elefanter inte har koloniserat hela ön Borneo. 
År 2003 indikerade mitokondriell DNA-analys och mikrosatellitdata att den bevarade populationen härstammar från sundaiskt bestånd, men har genomgått en oberoende lokal evolution i cirka 300 000 år sedan en postulerad Pleistocen kolonisering, och möjligen isolerades från andra asiatiska elefantpopulationer när landbryggor länkade samman Borneo med de andra Sundaöarna och det asiatiska fastlandet försvann efter den sista istidens högsta utbredning för 18 000 år sedan.

## Historia
Elefanter var lämpliga gåvor från en härskare till en annan, eller till en person av hög ställning, och det var brukligt att transportera dem till sjöss. Omkring 1395 gav rajann Java två elefanter till härskaren raja Baginda av Sulu. Dessa djur  sägs vara grunden till den vilda populationen i den västra delen av Borneo. När år 1521 resterna av Ferdinand Magellans världsomsegling nådde Brunei, berättade resans krönikör att delegationen från flaggskeppet Victoria transporterades till och från härskarpalatset på elefanter klädda i siden. Denna sed hade avbrutits när senare besökare anlände till Brunei på 1770-talet, som rapporterade vildlevande elefanthjordar som jagades av lokalbefolkningen efter skörd. Trots de tidiga uppgifterna om kungliga elefanter i Brunei och Banjarmasin fanns det ingen tradition av att fånga och tämja lokala vilda elefanter på Borneo.
Anomsten av elefanter till norra Kalimantanregionen på Borneo sammanfaller med sultanens styre över Sabah. Sultanatet av Sulu hade fredliga band med det hinduiska Majapahitriket på Java. Som ett tecken på uppskattning skickade Javas härskare sina elefanter till Sulu, ungefär som de hade skickat Javanelefanter till sultanatet Maguindanao, vilket också delvis är anledningen till att skelettrester av små elefanter finns i Mindanao, på södra Filippinerna. Sultanen av Sulu och hans familj skickade några av sina värdefulla javaelefanter till nordöstra Borneo på grund av brist på land och för att elefanterna skulle hjälpa till med att dra stockar ut ur skogen för att skapa snabba och långa skepp. När detta hyresavtal undertecknades släpptes de flesta av dessa skygga och till stor del domesticerade små elefanter till att arbeta hos Sulus skeppsbyggare och handlare ute i skogarna, så att de kunde leva djupt inne i djungeln borta från alla stridande sultaner som kunde använda dem för krig.  Denna enda handling att släppa ut elefanterna i naturen gjorde familjen Bolkiah och deras allierade till räddare av de kvarvarande elefanterna, intygar lokalbefolkningen.
I en studie jämförde de DNA och mångfald med asiatiska elefantpopulationer och kom senare till slutsatsen att Borneoelefanterna splittrades från andra Elephaunderarter för cirka 300 000 år sedan. De bekräftade att borneoelefanterna har låg genetisk mångfald, men följde med en Pleistocen kolonisering.